# Биљана Риган
Биљана Риган (енгл. Biljana Regan, рођ. Калинић; Шабац, 12. јануар 1964) српска је колекционарка и баштинарка балканског фолклора из Вашингтона, САД. Власница је вероватно највеће фолклорне колекције тог типа на америчком тлу.

## Биографија
Место њеног рођења, одрастања, сазревања и образовања је Шабац. Ту је завршила Медицинску школу „Др Андра Јовановић” и постала гинеколошко-акушерска сестра (бабица). Српски и балкански фолклор је заволела захваљујући петнаестогодишњем ангажману у Културно-уметничком друштву „Абрашевић”, у које ју је довео отац Јован. Са „Абрашевићем” је путовала Европом и стекла играчко умеће. Истовремено, мајка Светлана јој је усадила љубав према народним рукотворинама.
Седамнаест година је провела у шабачкој Општој болници „Др Лаза К. Лазаревић” радећи у својој струци, која ју је након бомбардовања NATO-а одвела у Либију. Тамо је добила посао у болници нафтне компаније у Бреги на обали залива Сидра и остала наредних непуних седам година.
Лета 2009. је отишла у Сједињене Америчке Државе, иако се после Либије спремала за одлазак у Ирску. Ту је 2011. године срела свог будућег супруга Џона Ригана, који јој је данас мецена и, поред сина Стевана Мирковића, највећа подршка у животу и раду.
У наставку зборника „Зашто смо отишли”, који је под именом „На раскрсници” приредила Гордана Петковић Лаковић, објављена је 2020. и Биљанина кратка аутобиографија у форми приче „Ваљда је то моја судбина”.
Новинар и публициста Иван Калаузовић (Иванус) написао је поводом десет година колекције Биљане Риган монографију „Било једном у Мериленду”, коју је објавила издавачка кућа „Impressions”. Промоција монографије одржана је 7. јуна 2023. у Амбасади Србије у Вашингтону.

## Колекција
Колекција Биљане Риган се састоји од преко сто аутентичних народних костима, накита и других старина из XIX и XX века са простора бивше Југославије.
Чини је оригинална народна ношња, често украшена везом и накитом, са огрнутим јелецима и утегнутим појасевима са копчама, те кошуље, сукње, капе, оглавља, мараме, кецеље, пешкири, чарапе, опанци, папуче, торбе, корпице, штапови, преслице, вретена, фруле, ћилими, ћупови, чутуре, чокањчићи, џезве, филџани и неизоставне лутке, минијатурни модели јужнословенског фолклора. Фонд ове збирке се свакодневно увећава и прераста у својеврсни музеј, тј. ризницу чија се врата отварају само одабранима.
Најстарији одевни предмет у колекцији је косовско џубе и потиче из деветнаестог столећа.

## Удружење
Са жељом да на северноамеричком континенту допринесе очувању културних вредности Балкана, те да их приближи младим нараштајима и странцима, Биљана је основала интернационално Удружење за очување балканске традиције и културе у САД, неформалну групу која сарађује са српским и америчким државним институцијама, грађанским организацијама и појединцима.
Истакнути чланови овог удружења су: Наташа Дабетић, Јелена Милошевић, Невена Топаловић, Ненад Јовановић, Бранко Церовчевић, Елена Кит (Keith), Невена Пулетић, Маја Дукић, Наталија Булатовић, Марија Фогл (Fogle) и најмлађи: Коста Топаловић и Нађа Пулетић. Осим Рускиње Елене, у реализацији активности им се неретко придруже и сарадници пореклом из Хрватске, Марока и Етиопије.

## Догађаји
Уз помоћ своје колекције, Биљана је од 2012. године па надаље организовала на десетине изложби, перформанса (шоуа), ревија, обележавања празника и манифестација које славе мултикултуризам, самостално и у сарадњи са Амбасадом Србије, Хрватске, Конгресном библиотеком, Америчким саветом за међународно образовање и другима. Сваки догађај је темељно припреман уз консултовање одговарајуће литературе и обавезне пробе.
| Год.  | Врста и назив догађаја                                                                      | Место одржавања                          |
| ----- | ------------------------------------------------------------------------------------------- | ---------------------------------------- |
| 2012  | Фолклорни шоу, „Holiday Celebration”                                                        | Конгресна библиотека, Вашингтон          |
| 2013  | Фолклорна изложба, „Passport DC”,                                                           | Амбасада Србије, Вашингтон               |
| 2014  | Фолклорна ревија                                                                            | Амбасада Србије, Вашингтон               |
| 2014  | Фолклорна изложба                                                                           | Потомак, Мериленд                        |
| 2014  | Фолклорна изложба                                                                           | Кенсингтон, Мериленд                     |
| 2015  | Фолклорна ревија „A Walk Through History”                                                   | Силвер Спринг, Мериленд                  |
| 2015  | Фолклорна изложба, „La Grande Fête”                                                         | Амбасада Француске, Вашингтон            |
| 2015  | Фолклорни шоу „Panorama of Tradition”                                                       | Вашингтон                                |
| 2015  | Фолклорни шоу „A Gathering”                                                                 | Вашингтон                                |
| 2015  | Фолклорни шоу „Colors of the Peony”                                                         | Харперс Фери, Западна Вирџинија          |
| 2015  | Фолклорна ревија „Fashion & Music Journey”                                                  | Парма, Охајо                             |
| 2016  | Фолклорни шоу, Дан државности и Војске Србије                                               | Конгресна библиотека, Вашингтон          |
| 2016  | Фолклорна изложба, „La Grande Fête”                                                         | Амбасада Француске, Вашингтон            |
| 2016  | Фолклорна изложба, „CultureFEST: Eastern Europe & Russia”                                   | Еликот Сити, Мериленд                    |
| 2016. | Фолклорни шоу, концерт Есме Реџепове и ансамбла „Folk Masters”                              | Конгресна библиотека, Вашингтон          |
| 2016  | Фолклорни шоу „Vrbica in Maryland”                                                          | Витон, Мериленд                          |
| 2016  | Фолклорна ревија, концерт женског вокалног ансамбла „Slaveya”                               | Вашингтон                                |
| 2016  | Фолклорна изложба, „Around the World Cultural Food Festival”                                | Вашингтон                                |
| 2016  | Фолклорна ревија „A Glimpse into the Balkans”                                               | Вашингтон                                |
| 2016  | Фолклорни шоу, „Maryland Renaissance Festival”                                              | Краунсвил, Мериленд                      |
| 2016  | Фоклорна ревија „Serbia: A Cultural Confluence”                                             | Вашингтон                                |
| 2017  | Фолклорни шоу, Дан државности и Војске Србије                                               | Конгресна библиотека, Вашингтон          |
| 2017  | Фолклорна изложба, „La Grande Fête”                                                         | Амбасада Француске, Вашингтон            |
| 2017  | Фолклорни шоу „Easter”                                                                      | Вашингтон                                |
| 2017  | Фолклорни шоу „Exploring Balkan Food”                                                       | Арлингтон, Вирџинија                     |
| 2017  | Фолклорна изложба „The 5th Anniversary”                                                     | Силвер Спринг, Мериленд                  |
| 2017  | Фолклорна ревија, „Around the World Cultural Food Festival”                                 | Вашингтон                                |
| 2017  | Фолклорна ревија „YPIA Evening”                                                             | Амбасада Хрватске, Вашингтон             |
| 2018  | Фолклорна ревија „Fashion & Art Show”                                                       | Вашингтон                                |
| 2018  | Фолклорни шоу, Дан државности и Војске Србије                                               | Конгресна библиотека, Вашингтон          |
| 2018  | Фолклорна изложба, „La Grande Fête”                                                         | Амбасада Француске, Вашингтон            |
| 2018  | Фолклорна ревија „Bridal Traditional Costumes”, концерт женског вокалног ансамбла „Slaveya” | Вашингтон                                |
| 2018  | Фолклорна изложба „The 6th Anniversary”                                                     | Силвер Спринг, Мериленд                  |
| 2019  | Фолклорна ревија „Balkan Cultural Experience”                                               | Кенсингтон, Мериленд                     |
| 2019  | Фолклорна изложба „The 7th Anniversary”                                                     | Силвер Спринг, Мериленд                  |
| 2019  | Фолклорна ревија „Experience the Balkans”                                                   | Далас, Тексас                            |
| 2020  | Фолклорни шоу, Дан државности и Војске Србије                                               | Конгресна библиотека, Вашингтон          |
| 2020  | Фолклорна изложба „The 8th Anniversary”                                                     | Силвер Спринг, Мериленд                  |
| 2020  | Фолклорни шоу „Петровдан”                                                                   | Силвер Спринг, Мериленд                  |
| 2020  | Фолклорна изложба „Open Area Exhibit”                                                       | Силвер Спринг, Мериленд                  |
| 2020  | Фолклорни шоу „Мачванска свадба”                                                            | Силвер Спринг, Мериленд                  |
| 2021  | Фолклорни шоу „У сусрет Сретењу”                                                            | Силвер Спринг, Мериленд                  |
| 2021  | Фолклорна онлајн-изложба, „Потрага за благом Косова и Метохије”                             | Силвер Спринг, Мериленд                  |
| 2021  | Фолклорна изложба „The 9th Anniversary”                                                     | Силвер Спринг, Мериленд                  |
| 2021  | Фолклорна изложба „Видовдан”                                                                | Силвер Спринг, Мериленд                  |
| 2021  | Фолклорна изложба „Exhibit of Traditional”                                                  | Силвер Спринг, Мериленд                  |
| 2021  | Фолклорна ревија „Gipsy Road Project & the Art of Negotiation”                              | Вашингтон                                |
| 2022  | Фолклорни шоу „Прело” / „The 10th Anniversary”                                              | Вашингтон                                |
| 2022  | „Event at the Embassy of Serbia”                                                            | Амбасада Србије, Вашингтон               |
| 2022  | Отварање нове зграде Амбасаде Србије                                                        | Амбасада Србије, Вашингтон               |
| 2022  | „An Evening of Serbian Cultural Heritage”                                                   | /                                        |
| 2022  | „Serbian Embassy Fashion Show”                                                              | Амбасада Србије, Вашингтон               |
| 2023  | Додела награда „У духу Тесле”                                                               | Њујорк                                   |
| 2023  | Фолклорна изложба, „La Grande Fête”                                                         | Амбасада Француске, Вашингтон            |
| 2023  | „Serbian Cultural Heritage”                                                                 | /                                        |
| 2023  | Фото-снимање „Tren”                                                                         | /                                        |
| 2023  | Фото-снимање „Tren Part 2”                                                                  | /                                        |
| 2023  | Отварање нове зграде Резиденције амбасадора Србије                                          | Резиденција амбасадора Србије, Вашингтон |
| 2023  | Изложба фотографија „Ethno Journey Through the Photographic Lens”                           | Резиденција амбасадора Србије, Вашингтон |

## Награде и признања
- Награда „У духу Тесле” Теслине научне фондације (Њујорк, 2023)